# Đàm phán về sự gia nhập của Thổ Nhĩ Kỳ vào EU
Các cuộc đàm phán về sự gia nhập của Thổ Nhĩ Kỳ vào Liên minh châu Âu đã được chính thức khai mạc vào đêm 03-04 tháng 10 năm 2005. Sáu năm trước đó, vào ngày 11 tháng 12 năm 1999, địa vị của Thổ Nhĩ Kỳ như là một ứng cử viên xin gia nhập chính thức của EU đã được công nhận. Điều này được dựa trên Hiệp định Ankara có từ năm 1963. Một vấn đề quan trọng trong các cuộc đàm phán là việc Thổ Nhĩ Kỳ không công nhận toàn bộ lãnh thổ của nước Cộng hoà Síp, một thành viên EU.
Việc Thổ Nhĩ Kỳ có thể trở thành một thành viên EU là một đề tài nhiều cuộc tranh luận chính trị của Cộng đồng Kinh tế châu Âu (EEC). Sự gia nhập của nước này vẫn còn gây nhiều tranh cãi: Trong khi tất cả các thành viên Liên minh châu Âu (EU) đồng ý với các giai đoạn trước của quá trình gia nhập, phần lớn các công dân EU và công dân Thổ Nhĩ Kỳ không chấp nhận nó.
Ngày 10 Tháng 11 năm 2015, Ủy ban châu Âu công bố một tường thuật hàng năm đầy phê phán. Sau đó Nghị viện châu Âu kêu gọi vào 24 tháng 11 năm 2016 "đóng băng" các cuộc đàm phán gia nhập của Thổ Nhĩ Kỳ. Khuyến cáo này không ràng buộc Ủy ban châu Âu.
Thổ Nhĩ Kỳ đang được hỗ trợ tài chính của Liên minh châu Âu để chuẩn bị gia nhập. Theo một tường thuật đăng trên tờ Süddeutsche Zeitung giữa năm 2007 và năm 2013, € 4130.000.000 đã được chuyển đến Ankara, 2014-2020 thêm 4,45 tỷ được hoạch định.